# Riethorst
De Riethorst is een buurtschap in de Nederlandse gemeente Mook en Middelaar in de provincie Limburg.
Het ligt net ten westen van Plasmolen tussen de Provinciale weg 271 en de Mookerplas. Bij de Riethorst is ook een gelijknamig recreatiepark gelegen. Kiste Trui, een folkloristisch figuur rond de Slag op de Mookerheide, was afkomstig uit de Riethorst.
Dorpen: Middelaar · Molenhoek (deels) · Mook · Plasmolen

Buurtschappen: Bisselt (deels) · Heikant · Katerbosch · Riethorst

Limburg: Steden en dorpen      Nederland: Provincies · Gemeenten